# Donald Jacob Mackay
Donald Jacob baron Mackay (Engels: Donald James Mackay) ('s-Gravenhage, 22 december 1839 - Earlston (Schotland), 1 augustus 1921), 11e Lord Reay, 11e baron Reay of Reay (sinds 1881), Baronet of Nova Scotia, Baron Reay of Durness (peerage of the United Kingdom, 8 oktober 1881, heer van Ophemert en Zennewijnen, was een Nederlands en Brits politicus.
Mackay, lid van de familie Mackay, was een liberaal Kamerlid (1871-1877) uit Tiel van antirevolutionairen huize. Hij behoorde tot de ethische richting in de Hervormde Kerk, maar was overtuigd liberaal. Hij vertrok na zijn huwelijk in 1877 naar Londen, verkreeg de Britse nationaliteit en werd als Schotse peer (Lord Reay) lid van het Britse Hogerhuis. Later werd hij gouverneur van Bombay en onderminister voor Brits-Indië. In 1888 werd Lord Raey een van de eerste Ridders Grootcommandeur in de Orde van het Indische Keizerrijk.
Hij was de zoon van Æneas Mackay sr. en de neef van Æneas Mackay jr. en Theodoor Philip Mackay.